# Rute Muianga
Rute Muianga est une basketteuse mozambicaine née le 6 avril 1983 à Maputo.  

## Carrière
Elle fait partie de l'équipe du Mozambique de basket-ball féminin avec laquelle elle participe aux championnats d'Afrique de basket-ball féminin 2005, 2007, 2011, 2013, 2017 et au championnat du monde 2014,.
En club :
- 2015- : Ferroviario Maputo

## Palmarès
- Médaille d'argent du Championnat d'Afrique de basket-ball féminin 2013
- Médaille de bronze du Championnat d'Afrique de basket-ball féminin 2005